# Dieter Decker
Dieter Decker (* 17. Juli 1946 in Delfshausen; † 24. Oktober 2024 in Rastede) war ein deutscher Politiker (CDU).

## Werdegang
Decker besuchte nach der Volksschule in Rastede die Realschule, an der er die Mittlere Reife erwarb. Es folgte eine Ausbildung zum Auktionator, Makler und Rechtsbeistand und er leistete im Anschluss seine Wehrpflicht ab. Seit 1968 war Decker Angestellter der Landessparkasse zu Oldenburg, wo er eine Ausbildung zum Sparkassenkaufmann machte. Von 1969 bis zur Wahl in den Landtag 1994 arbeitete er als Leiter der Geschäftsstelle Wahnbek der Landessparkasse zu Oldenburg. Seit 1969 war er dabei nebenberuflich als Auktionator und Makler tätig.
Decker trat 1972 der CDU bei. Seit diesem Jahr war er auch im Rat der Gemeinde Rastede, deren Bürgermeister er von 1990 bis 31. Oktober 2011 war. Außerdem war er ab 1972 Kreistagsabgeordneter des Landkreises Ammerland, wo er ab 1996 CDU-Fraktionsvorsitzender war. Decker zog 1994 über die Landesliste der CDU in den Niedersächsischen Landtag ein, dem er bis 2003 angehörte (13. und 14. Wahlperiode).